# Vòng loại Giải vô địch bóng đá thế giới 1966 – Khu vực châu Âu
Vòng loại Giải vô địch bóng đá thế giới 1966 – Khu vực châu Âu bao gồm 32 đội tuyển được bốc thăm chia vào 9 bảng, mỗi bảng gồm 3 hoặc 4 đội. Tuy nhiên, sau khi Syria rút lui, một bảng chỉ còn lại 2 đội. Các đội thi đấu theo thể thức vòng tròn hai lượt (sân nhà và sân khách). Đội đứng đầu mỗi bảng sẽ giành quyền tham dự vòng chung kết.

## Vòng bảng

### Bảng 1
| Hạng | Đội tuyển | ST | T | H | B | BT | BB | HS  | Điểm |
| ---- | --------- | -- | - | - | - | -- | -- | --- | ---- |
| 1=   | Bỉ        | 4  | 3 | 0 | 1 | 11 | 3  | +8  | 6    |
| 1=   | Bulgaria  | 4  | 3 | 0 | 1 | 9  | 6  | +3  | 6    |
| 3    | Israel    | 4  | 0 | 0 | 4 | 1  | 12 | −11 | 0    |

### Bảng 2
| Hạng | Đội tuyển | ST | T | H | B | BT | BB | HS  | Điểm |
| ---- | --------- | -- | - | - | - | -- | -- | --- | ---- |
| 1    | Tây Đức   | 4  | 3 | 1 | 0 | 14 | 2  | +12 | 7    |
| 2    | Thụy Điển | 4  | 2 | 1 | 1 | 10 | 3  | +7  | 5    |
| 3    | Síp       | 4  | 0 | 0 | 4 | 0  | 19 | −19 | 0    |

### Bảng 3
| Hạng | Đội tuyển  | ST | T | H | B | BT | BB | HS  | Điểm |
| ---- | ---------- | -- | - | - | - | -- | -- | --- | ---- |
| 1    | Pháp       | 6  | 5 | 0 | 1 | 9  | 2  | +7  | 10   |
| 2    | Na Uy      | 6  | 3 | 1 | 2 | 10 | 5  | +5  | 7    |
| 3    | Nam Tư     | 6  | 3 | 1 | 2 | 10 | 8  | +2  | 7    |
| 4    | Luxembourg | 6  | 0 | 0 | 6 | 6  | 20 | −14 | 0    |

### Bảng 4
| Hạng | Đội tuyển  | ST | T | H | B | BT | BB | HS  | Điểm |
| ---- | ---------- | -- | - | - | - | -- | -- | --- | ---- |
| 1    | Bồ Đào Nha | 6  | 4 | 1 | 1 | 9  | 4  | +5  | 9    |
| 2    | Tiệp Khắc  | 6  | 3 | 1 | 2 | 12 | 4  | +8  | 7    |
| 3    | România    | 6  | 3 | 0 | 3 | 9  | 7  | +2  | 6    |
| 4    | Thổ Nhĩ Kỳ | 6  | 1 | 0 | 5 | 4  | 19 | −15 | 2    |

### Bảng 5
| Hạng | Đội tuyển   | ST | T | H | B | BT | BB | HS  | Điểm |
| ---- | ----------- | -- | - | - | - | -- | -- | --- | ---- |
| 1    | Thụy Sĩ     | 6  | 4 | 1 | 1 | 7  | 3  | +4  | 9    |
| 2    | Bắc Ireland | 6  | 3 | 2 | 1 | 9  | 5  | +4  | 8    |
| 3    | Hà Lan      | 6  | 2 | 2 | 2 | 6  | 4  | +2  | 6    |
| 4    | Albania     | 6  | 0 | 1 | 5 | 2  | 12 | −10 | 1    |

### Bảng 6
| Hạng | Đội tuyển | ST | T | H | B | BT | BB | HS | Điểm |
| ---- | --------- | -- | - | - | - | -- | -- | -- | ---- |
| 1    | Hungary   | 4  | 3 | 1 | 0 | 8  | 3  | +5 | 7    |
| 2    | Đông Đức  | 4  | 1 | 2 | 1 | 5  | 5  | 0  | 4    |
| 3    | Áo        | 4  | 0 | 1 | 3 | 1  | 6  | −5 | 1    |

### Bảng 7
| Hạng | Đội tuyển | ST | T | H | B | BT | BB | HS  | Điểm |
| ---- | --------- | -- | - | - | - | -- | -- | --- | ---- |
| 1    | Liên Xô   | 6  | 5 | 0 | 1 | 19 | 6  | +13 | 10   |
| 2    | Wales     | 6  | 3 | 0 | 3 | 11 | 9  | +2  | 6    |
| 3    | Hy Lạp    | 6  | 2 | 1 | 3 | 10 | 14 | −4  | 5    |
| 4    | Đan Mạch  | 6  | 1 | 1 | 4 | 7  | 18 | −11 | 3    |

### Bảng 8
| Hạng | Đội tuyển | ST | T | H | B | BT | BB | HS  | Điểm |
| ---- | --------- | -- | - | - | - | -- | -- | --- | ---- |
| 1    | Ý         | 6  | 4 | 1 | 1 | 17 | 3  | +14 | 9    |
| 2    | Scotland  | 6  | 3 | 1 | 2 | 8  | 8  | 0   | 7    |
| 3    | Ba Lan    | 6  | 2 | 2 | 2 | 11 | 10 | +1  | 6    |
| 4    | Phần Lan  | 6  | 1 | 0 | 5 | 5  | 20 | −15 | 2    |

### Bảng 9
| Hạng | Đội tuyển        | ST      | T       | H       | B       | BT      | BB      | HS      | Điểm    |
| ---- | ---------------- | ------- | ------- | ------- | ------- | ------- | ------- | ------- | ------- |
| 1=   | Tây Ban Nha      | 2       | 1       | 0       | 1       | 4       | 2       | +2      | 2       |
| 1=   | Cộng hòa Ireland | 2       | 1       | 0       | 1       | 2       | 4       | −2      | 2       |
| —    | Syria            | Rút lui | Rút lui | Rút lui | Rút lui | Rút lui | Rút lui | Rút lui | Rút lui |

## Cầu thủ ghi bàn
7 bàn thắng
- Eusébio

6 bàn thắng
- Mimis Papaioannou

5 bàn thắng
- Paul Van Himst
- Georgi Asparuhov
- Sandro Mazzola
- Johnny Crossan
- Włodzimierz Lubański
- Anatoliy Banishevskiy

4 bàn thắng
- Nikola Kotkov
- František Knebort
- Roy Vernon
- Milan Galić

3 bàn thắng
- Johnny Thio
- Karol Jokl
- Juhani Peltonen
- Nestor Combin
- Philippe Gondet
- Giorgos Sideris
- Paolo Barison
- Louis Pilot
- Jerzy Sadek
- Valentin Kozmich Ivanov
- Slava Metreveli
- Chus Pereda
- Köbi Kuhn
- Ivor Allchurch
- Rudolf Brunnenmeier

2 bàn thắng
- Ivan Mráz
- Ole Fritsen
- Ole Madsen
- Peter Ducke
- Jürgen Nöldner
- János Farkas
- Máté Fenyvesi
- Giacinto Facchetti
- Bruno Mora
- Gianni Rivera
- Hennie van Nee
- George Best
- Harald Berg
- Erik Johansen
- Ernest Pol
- Nicolae Georgescu
- Viorel Mateianu
- John Greig
- Denis Law
- Vladimir Barkaya
- Lars Granström
- Bo Larsson
- Agne Simonsson
- Torbjörn Jonsson
- René-Pierre Quentin
- Fevzi Zemzem
- Werner Krämer
- Wolfgang Overath
- Klaus-Dieter Sieloff
- Dragan Džajić

1 bàn thắng
- Mexhit Haxhiu
- Robert Jashari
- Erich Hof
- Armand Jurion
- Wilfried Puis
- Jacques Stockman
- Stoyan Kitov
- Ivan Petkov Kolev
- Alexander Horváth
- Dušan Kabát
- Andrej Kvašňák
- Mogens Berg
- Kaj Poulsen
- Tommy Troelsen
- Eberhard Vogel
- Martti Hyvärinen
- Semi Nuoranen
- Marcel Artelesa
- André Guy
- Angel Rambert
- Andreas Papaemmanouil
- Ferenc Bene
- Kálmán Mészöly
- Dezső Novák
- Gyula Rákosi
- Andy McEvoy
- Rahamim Talbi
- Giacomo Bulgarelli
- Ezio Pascutti
- Ernest Brenner
- Edy Dublin
- Ady Schmit
- Frans Geurtsen
- Theo Laseroms
- Bennie Muller
- Daan Schrijvers
- Willie Irvine
- Terry Neill
- Per Kristoffersen
- Olav Nilsen
- Arne Pedersen
- Finn Seemann
- Kai Sjøberg
- Ole Stavrum
- Roman Lentner
- Mário Coluna
- Jaime Graça
- Sorin Avram
- Alexandru Badea
- Dan Coe
- Carol Creiniceanu
- Ion Pârcălab
- Stevie Chalmers
- Dave Gibson
- Billy McNeill
- Davie Wilson
- Boris Kazakov
- Galimzyan Khusainov
- Mikheil Meskhi
- Yozhef Sabo
- Valery Voronin
- Carlos Lapetra
- José Ufarte
- Kurt Hamrin
- Ove Kindvall
- Anton Allemann
- Robert Hosp
- Ayhan Elmastaşoğlu
- Nedim Doğan
- Ron Davies
- Wyn Davies
- Mike England
- Ronnie Rees
- Alfred Heiß
- Uwe Seeler
- Heinz Strehl
- Horst Szymaniak
- Dražan Jerković
- Vladica Kovačević
- Džemaludin Mušović
- Velibor Vasović

1 bàn phản lưới nhà
- Ivan Vutsov (trong trận gặp Bỉ)
- Kostas Panayiotou (trong trận gặp Tây Đức)
- Stig Holmqvist (trong trận gặp Ý)
- José Ángel Iribar (trong trận gặp Ireland)
- Graham Williams (trong trận gặp Liên Xô)

## Đội tuyển vượt qua vòng loại
9 đội tuyển sau đến từ UEFA vượt qua vòng loại tham dự Giải vô địch bóng đá thế giới 1966
| Đội tuyển   | Tư cách vượt qua vòng loại | Ngày vượt qua vòng loại | Số lần tham dự FIFA World Cup trước đây1 |
| ----------- | -------------------------- | ----------------------- | ---------------------------------------- |
| Bulgaria    | Nhất Bảng 1                | 29 tháng 12 năm 1965    | 1 (1962)                                 |
| Tây Đức     | Nhất Bảng 2                | 14 tháng 11 năm 1965    | 4 (19342, 19382, 1954, 1958)             |
| Pháp        | Nhất Bảng 3                | 6 tháng 11 năm 1965     | 5 (1934, 1938, 1950, 1954, 1958)         |
| Bồ Đào Nha  | Nhất Bảng 4                | 21 tháng 11 năm 1965    | 0 (lần đầu)                              |
| Thụy Sĩ     | Nhất Bảng 5                | 14 tháng 11 năm 1965    | 5 (1934, 1938, 1950, 1954, 1962)         |
| Hungary     | Nhất Bảng 6                | 9 tháng 10 năm 1965     | 5 (1934, 1938, 1954, 1958, 1962)         |
| Liên Xô     | Nhất Bảng 7                | 27 tháng 10 năm 1965    | 3 (1958, 1962, 1966)                     |
| Ý           | Nhất Bảng 8                | 5 tháng 12 năm 1965     | 4 (1934, 1938, 1950, 1954, 1962)         |
| Tây Ban Nha | Nhất Bảng 9                | 10 tháng 11 năm 1965    | 3 (1934, 1950, 1962)                     |

1 Chữ in đậm chỉ đội vô địch năm đó. Chữ in nghiêng chỉ quốc gia đăng cai năm đó.
2Thi đấu dưới tên gọi Đức.